# باکسفورد، ماساچوست
باکسفورد(به انگلیسی: Boxford) شهرکی در شهرستان اسکس ایالت ماساچوست می‌باشد که در سال ۱۶۸۵ بنیان‌گذاری شده‌است. این شهرک در سرشماری سال ۲۰۱۰ میلادی، ۷٬۹۶۵ نفر جمعیت داشته‌است.